# Brokat
Brokat' je težka, trdna, vzorčasta tkanina iz svile ali v novejšem času rayona. Pogosto so vtkane niti iz zlata ali srebra (zlat oziroma srebrn brokat).
Uporablja se v pohištveni industriji in za slavnostne ženske obleke in čevlje. V preteklosti so plemiči in visoki duhovniki pogosto nosili obleke iz brokata.
Z brokatom je prekrita Kaba v Meki, najvišja svetinja islama.